# チトラドゥルガ

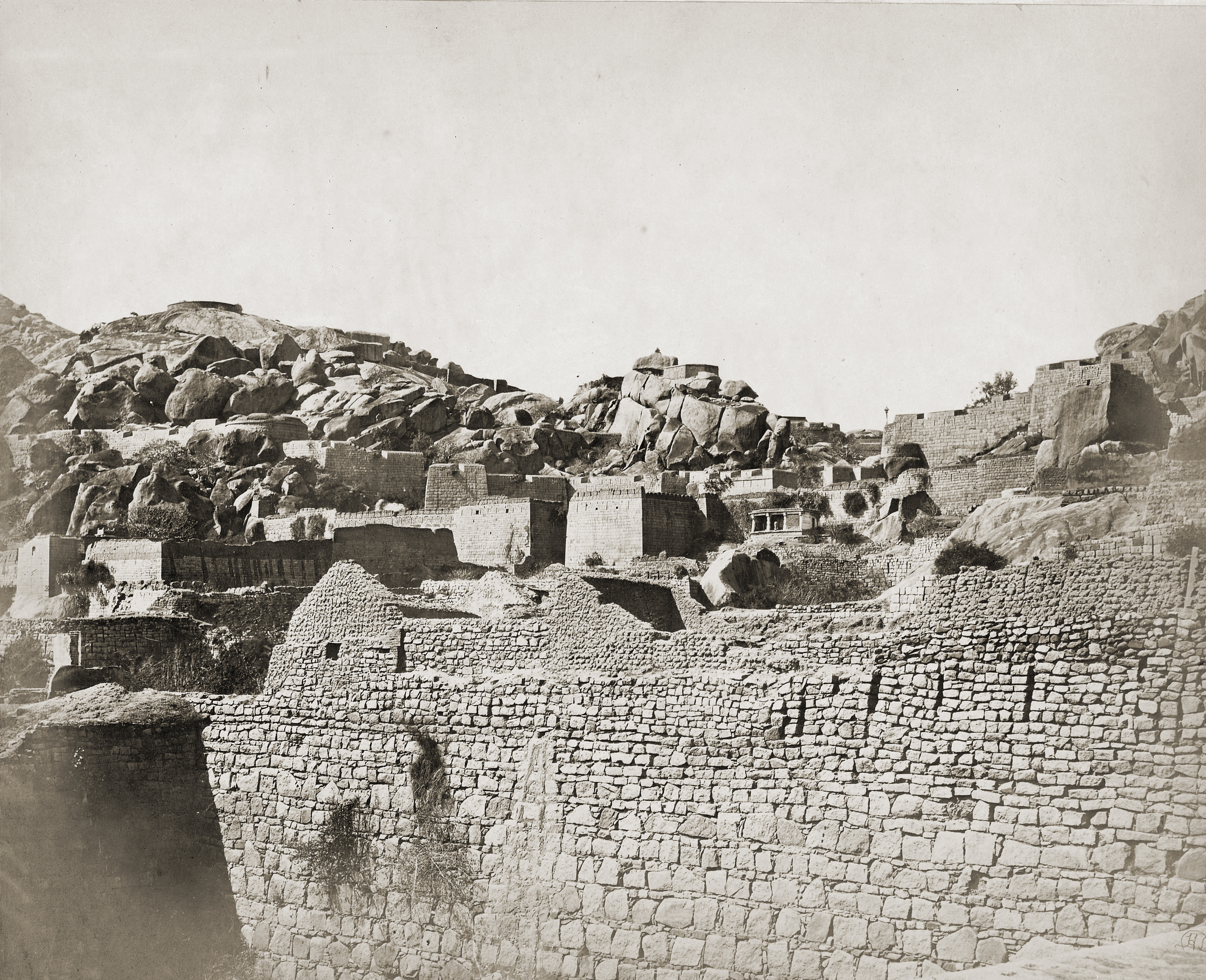
チトラドゥルガ城

チトラドゥルガ（カンナダ語：ಚಿತ್ರದುರ್ಗ、英語：Chitradurga）は、南インドのカルナータカ州、チトラドゥルガ県の都市。チトラドゥルガ県の県庁所在地であり、かつてはチトラドゥルガ・ナーヤカ朝の首都であった。イギリス統治時代にはChittaldrugと綴られていた。

## 歴史
チトラドゥルガの歴史の歴史は古く、チャールキヤ朝の時代にはチトラドゥルガ城が建設された。
その後、14世紀からはホイサラ朝やヴィジャヤナガル王国に仕えたチトラドゥルガ・ナーヤカ朝の首都であった。この王朝はヴィジャヤナガル王国がターリコータの戦いで敗れると、次第に独立していった。
その後、18世紀になると、マラーターの襲撃もあって一時衰退するが、カストゥーリ・ランガッパ・ナーヤカ2世の治世に何とか持ち直した。
1779年、最後の君主であるマダカーリ・ナーヤカ5世はマイソール王国にチトラドゥルガ城を落とされ、捕えられたのちにシュリーランガパトナで殺害された。

## 地理
チトラドゥルガは北緯14度14分 東経76度24分 / 北緯14.23度 東経76.4度に位置している。

## ギャラリー

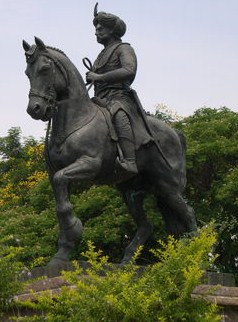
マダカーリ・ナーヤカ5世の銅像
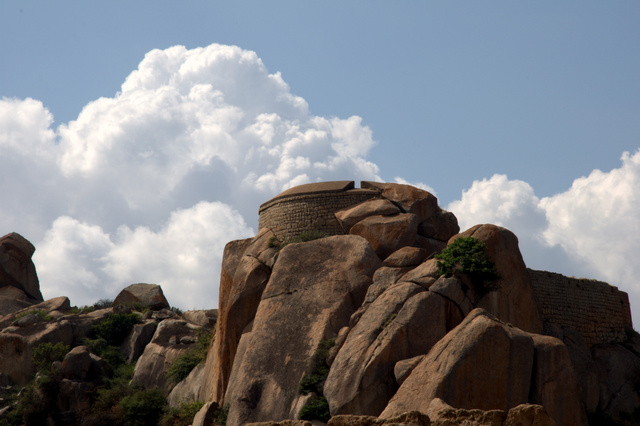
チトラドゥルガ城
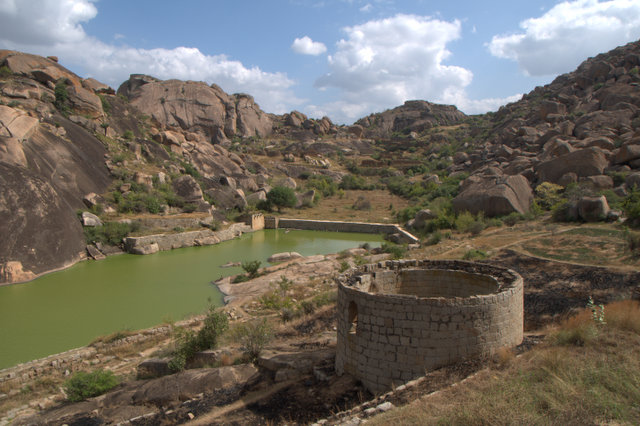
城内
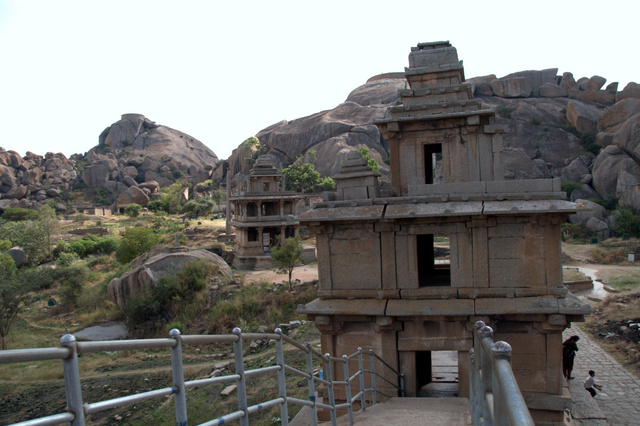
城内の寺院
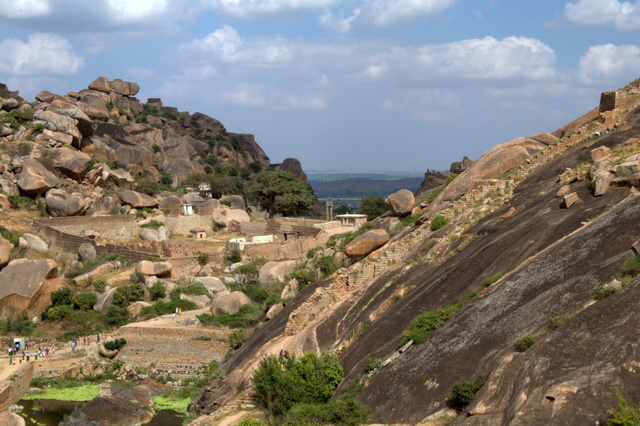
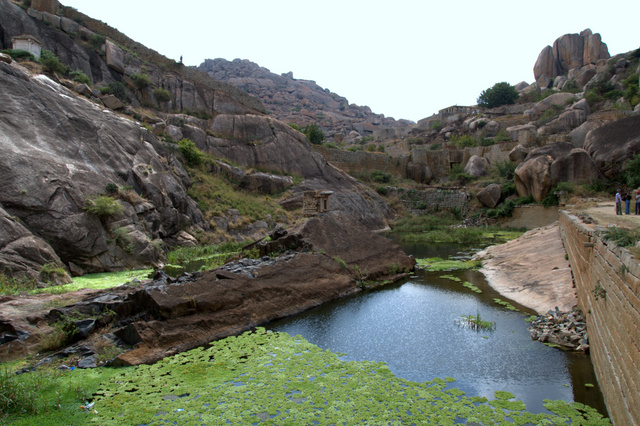
貯水池
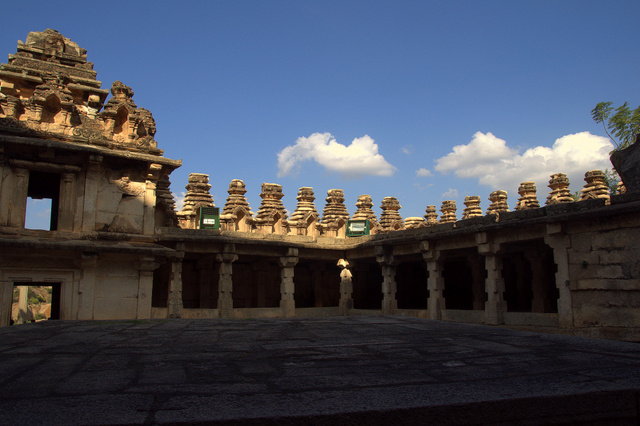
シッダリンゲーシュヴァラ寺院